# Miles Vorkosigan
Pour le roman, voir Miles Vorkosigan (roman).
Miles Naismith Vorkosigan est un personnage du cycle de science-fiction Vorkosigan, écrit par la romancière Lois McMaster Bujold. C'est également le titre de la traduction française de l'un des tomes de ce cycle : Miles Vorkosigan (The Vor Game).

## Biographie

### Barrayar
Miles Vorkosigan est le fils d'Aral Vorkosigan et Cordelia Naismith Vorkosigan. Aral Vorkosigan est l'un des nobles de l'empire barrayaran, et l'une de ses plus éminentes figures politiques. Cordelia est un ex-capitaine du service d'exploration de Beta, qui a rencontré Aral peu avant qu'une guerre n'oppose Barrayar à Escobar, alliée de Beta. Elle le rejoint peu après la guerre. Mais Aral ayant hérité de la régence de l'empire, l'instabilité politique lui vaut d'être la cible d'un attentat au gaz toxique, qui atteindra également Miles alors que Cordelia est enceinte. À cause de cet attentat, Miles naîtra difforme et les os fragiles. Il ne peut pas marcher avant l'âge de cinq ans.

### L'Apprentissage du guerrier
Rêvant malgré tout d'une carrière militaire, dans les traces de son père, il prépare les examens d'entrée à l'académie militaire, espérant que ses résultats à l'écrit lui permettront de compenser de pauvres notes aux épreuves physiques. Hélas, il n'atteint pas ce stade : il se casse les deux jambes au cours de la première épreuve. Déprimé, il décide de rendre visite à sa grand-mère sur Beta, accompagné de son garde du corps Bothari et de la fille de celui-ci, Elena. Au cours du voyage, il rencontre Arde Mayhem, un pilote fauché désespéré par l'envoi imminent à la casse de son vaisseau, et Baz Jesek, un ingénieur déserteur de l'armée barrayarane. Poussé par un pur mouvement don quichottesque, il rachète le vaisseau et embauche l'ingénieur, puis pour couvrir ses dettes s'embarque dans la contrebande d'arme à destination d'une planète en guerre. Au cours de cette mission, il est amené à prendre le contrôle de la flotte de mercenaires impliquée dans la guerre, qu'il s'approprie sous le nom des Mercenaires Libres Dendarii. Il met fin à la guerre. Au cours des opérations, son garde du corps Bothari est tué. Il retourne chez lui en laissant Elena et Baz Jesek, désormais mariés, à la tête de la flotte. De retour sur Barrayar, l'empereur Gregor Vorbarra autorise spécialement Miles à intégrer l'académie militaire, autant pour faire usage de ses dons en ce domaine que pour le surveiller.

### Miles Vorkosigan
Fraîchement diplômé de l'académie, Miles est affecté au poste le moins envié de l'imperium : la station arctique Kyril. Ce test, destiné à prouver qu'il est capable de se tenir tranquille avant une affectation plus prestigieuse, avorte lorsque Miles doit défier le commandant de la base pour éviter un massacre. Cette résistance à un ordre criminel, quoique justifiée, l'empêche de mener une carrière normale dans les forces armées, puisqu'il serait vu comme un mutin potentiel par ses chefs : il est alors affecté à la SecImp (sécurité impériale). Envoyé en mission dans le moyeu de Hegen, il réussit, dans les faits, à remplir tous les objectifs... qui avaient été assignés à son supérieur. Pour minimiser sa tendance à l'insubordination, il est alors directement placé sous les ordres de Simon Illyan, chef de la SecImp. Il agit comme agent sous couverture sous l'identité de l'amiral Naismith, commandant de la flotte des mercenaires libres Dendarii.

## Description du personnage
En raison de son enfance médicalement assistée, Miles reste fragile : ses os sont cassants, il n'atteint pas un mètre cinquante, se tient légèrement bossu, et devra au fil des années faire remplacer pratiquement tout son squelette par des os synthétiques. Ce calvaire lui a laissé une sainte horreur des hôpitaux, une grande endurance à la douleur, et surtout l'habitude d'obtenir ce qu'il veut par la parole et non par la force. Il a développé un caractère manipulateur à l'extrême, qu'il met au service de Barrayar et de toute cause qu'il épouse. Les cheveux noirs, les yeux gris, il aurait pu ressembler à son cousin Ivan Vorpatril.